# Campeonato de Wimbledon 2019
El torneo de Wimbledon de 2019 se disputó entre el 1 y el 14 de julio sobre las pistas de hierba del All England Lawn Tennis and Croquet Club, ubicado en Wimbledon (Reino Unido). Esta fue la 133.ª edición del campeonato y el tercer torneo de Grand Slam del año.

## Puntos y premios

### Distribución de puntos

#### Séniors
| Evento               | G    | F    | SF  | CF  | R16 | R32 | R64 | R128 | C  | C3 | C2 | C1 |
| Individual masculino | 2000 | 1200 | 720 | 360 | 180 | 90  | 45  | 10   | 25 | 16 | 8  | 0  |
| Dobles masculino     | 2000 | 1200 | 720 | 360 | 180 | 90  | 0   | —    | 25 | —  | —  | —  |
| Individual femenino  | 2000 | 1300 | 780 | 430 | 240 | 130 | 70  | 10   | 40 | 30 | 20 | 2  |
| Dobles femenino      | 2000 | 1300 | 780 | 430 | 240 | 130 | 10  | —    | —  | —  | —  | —  |

| Evento           | G   | F   | SF  | CF  |
| Individual       | 800 | 500 | 375 | 100 |
| Dobles           | 800 | 500 | 100 | —   |
| Quad* Individual | 800 | 500 | 100 | —   |
| Quad* Dobles     | 800 | 500 | —   | —   |

| Evento               | G   | F   | SF  | CF  | R16 | R32 | C  | C3 |
| Individual masculino | 375 | 270 | 180 | 120 | 75  | 30  | 25 | 20 |
| Individual femenino  | 375 | 270 | 180 | 120 | 75  | 30  | 25 | 20 |
| Dobles masculino     | 270 | 180 | 120 | 75  | 45  | —   | —  | —  |
| Dobles femenino      | 270 | 180 | 120 | 75  | 45  | —   | —  | —  |

### Premios en efectivo
En esta edición 2019 se repartirán en premios un total de 38 000 000 de libras esterlinas, lo que supone un incremento del 11,8 % respecto a la edición 2018.
| Evento                        | G           | F           | SF        | CF        | R16       | R32       | R64      | R128     | C3       | C2       | C1     |
| Individual                    | 2 350 000 ₤ | 1 175 000 ₤ | 588 000 ₤ | 294 000 ₤ | 176 000 ₤ | 111 000 ₤ | 72 000 ₤ | 45 000 ₤ | 22 500 ₤ | 13 250 ₤ | 7000 ₤ |
| Dobles                        | 540 000 ₤   | 270 000 ₤   | 135 000 ₤ | 67 000 ₤  | 32 000 ₤  | 19 000 ₤  | 12 000 ₤ | —        | —        | —        | —      |
| Dobles mixto                  | 116 000 ₤   | 58 000 ₤    | 29 000 ₤  | 14 500 ₤  | 7000 ₤    | 3500 ₤    | 1750 ₤   | —        | —        | —        | —      |
| Dobles (invitación)           | 27 000 ₤    | 23 000 ₤    | 20 000 ₤  | 20 000 ₤  | 20 000 ₤  | —         | —        | —        | —        | —        | —      |
| Individual en silla de ruedas | 46 000 ₤    | 23 000 ₤    | 15 000 ₤  | 10 000 ₤  | —         | —         | —        | —        | —        | —        | —      |
| Dobles en silla de ruedas     | 18 000 ₤    | 9000 ₤      | 5000 ₤    | —         | —         | —         | —        | —        | —        | —        | —      |
| Quad Individual               | 34 000 ₤    | 17 000 ₤    | 8500 ₤    | —         | —         | —         | —        | —        | —        | —        | —      |
| Quad Dobles                   | 14 000 ₤    | 7000 ₤      | —         | —         | —         | —         | —        | —        | —        | —        | —      |

## Actuación de los jugadores en el torneo

### Individual masculino
| Campeón                        | Campeón                    | Finalista              | Finalista              |
| ------------------------------ | -------------------------- | ---------------------- | ---------------------- |
| Novak Djokovic [1]             | Novak Djokovic [1]         | Roger Federer [2]      | Roger Federer [2]      |
| Semifinalistas                 |                            |                        |                        |
| Roberto Bautista [23]          | Roberto Bautista [23]      | Rafael Nadal [3]       | Rafael Nadal [3]       |
| Eliminados en cuartos de final |                            |                        |                        |
| David Goffin [21]              | Guido Pella [26]           | Sam Querrey            | Kei Nishikori [8]      |
| Eliminados en cuarta ronda     |                            |                        |                        |
| Ugo Humbert                    | Fernando Verdasco          | Milos Raonic [15]      | Benoît Paire [28]      |
| Tennys Sandgren                | João Sousa                 | Mikhail Kukushkin      | Matteo Berrettini [17] |
| Eliminados en tercera ronda    |                            |                        |                        |
| Hubert Hurkacz                 | Félix Auger-Aliassime [16] | Daniil Medvédev [11]   | Thomas Fabbiano        |
| Kevin Anderson [4]             | Reilly Opelka              | Karen Jachanov [10]    | Jiří Veselý [Q]        |
| John Millman                   | Fabio Fognini [12]         | Daniel Evans           | Jo-Wilfried Tsonga     |
| Steve Johnson                  | Jan-Lennard Struff [33]    | Diego Schwartzman [24] | Lucas Pouille [27]     |
| Eliminados en segunda ronda    |                            |                        |                        |
| Denis Kudla                    | Leonardo Mayer             | Corentin Moutet [Q]    | Marcel Granollers [Q]  |
| Alexei Popyrin [Q]             | Jérémy Chardy              | Kyle Edmund [30]       | Ivo Karlović           |
| Janko Tipsarević [PR]          | Andreas Seppi              | Stan Wawrinka [22]     | Robin Haase            |
| Feliciano López [WC]           | Steve Darcis [PR]          | Miomir Kecmanović      | Pablo Cuevas           |
| Andréi Rubliov                 | Laslo Djere [31]           | Gilles Simon [20]      | Márton Fucsovics       |
| Marin Čilić [13]               | Nikoloz Basilashvili [18]  | Ričardas Berankis      | Nick Kyrgios           |
| Cameron Norrie                 | Álex de Miñaur [25]        | Taylor Fritz           | John Isner [9]         |
| Marcos Baghdatis [WC]          | Dominik Köpfer [WC]        | Grégoire Barrère [Q]   | Jay Clarke [WC]        |
| Eliminados en primera ronda    |                            |                        |                        |
| Philipp Kohlschreiber          | Malek Jaziri               | Ernests Gulbis         | Dušan Lajović [32]     |
| Vasek Pospisil [PR]            | Grigor Dimitrov            | Lorenzo Sonego         | Gaël Monfils [16]      |
| Paolo Lorenzi                  | Pablo Carreño              | Martin Kližan          | Bradley Klahn          |
| Jaume Munar                    | Kamil Majchrzak [Q]        | Andrea Arnaboldi [Q]   | Stefanos Tsitsipas [7] |
| Pierre-Hugues Herbert          | Yoshihito Nishioka         | Nicolás Jarry          | Marius Copil           |
| Ruben Bemelmans [Q]            | Cedrik-Marcel Stebe [PR]   | Jozef Kovalík [PR]     | Prajnesh Gunneswaran   |
| Soon-Woo Kwon [Q]              | Marcos Giron [Q]           | Mischa Zverev          | Peter Gojowczyk        |
| Juan Ignacio Lóndero           | Roberto Carballés          | Damir Džumhur          | Alexander Zverev [6]   |
| Dominic Thiem [5]              | Christian Garín            | Hugo Dellien           | Guido Andreozzi        |
| Salvatore Caruso [Q]           | Yasutaka Uchiyama [Q]      | Dennis Novak [Q]       | Frances Tiafoe         |
| Adrian Mannarino               | Paul Jubb [WC]             | Federico Delbonis      | James Ward [WC]        |
| Denis Shapovalov [29]          | Bernard Tomic              | Jordan Thompson        | Yuichi Sugita [Q]      |
| Thiago Monteiro [Q]            | Denis Istomin              | Albert Ramos           | Marco Cecchinato       |
| Radu Albot                     | Tomáš Berdych [PR]         | Pablo Andújar          | Casper Ruud            |
| Aljaž Bedene                   | Brayden Schnur [LL]        | Filip Krajinović       | Matthew Ebden          |
| Richard Gasquet                | Aleksandr Búblik           | Noah Rubin [Q]         | Lloyd Harris           |

### Individual femenino
| Campeona                       | Campeona                | Finalista               | Finalista                 |
| ------------------------------ | ----------------------- | ----------------------- | ------------------------- |
| Simona Halep [7]               | Simona Halep [7]        | Serena Williams [11]    | Serena Williams [11]      |
| Semifinalistas                 |                         |                         |                           |
| Barbora Strýcová               | Barbora Strýcová        | Elina Svitolina [8]     | Elina Svitolina [8]       |
| Eliminadas en cuartos de final |                         |                         |                           |
| Alison Riske                   | Johanna Konta [19]      | Karolína Muchová        | Shuai Zhang               |
| Eliminadas en cuarta ronda     |                         |                         |                           |
| Ashleigh Barty [1]             | Carla Suárez [30]       | Elise Mertens [21]      | Petra Kvitová [6]         |
| Petra Martić [24]              | Karolína Plíšková [3]   | Cori Gauff [Q]          | Dayana Yastremska         |
| Eliminadas en tercera ronda    |                         |                         |                           |
| Harriet Dart [WC]              | Belinda Bencic [13]     | Julia Goerges [18]      | Lauren Davis [LL]         |
| Kiki Bertens [4]               | Qiang Wang [15]         | Sloane Stephens [9]     | Magda Linette             |
| Maria Sakkari [31]             | Danielle Collins        | Anett Kontaveit [20]    | Su-Wei Hsieh [28]         |
| Victoria Azarenka              | Polona Hercog           | Caroline Wozniacki [14] | Viktorija Golubic         |
| Eliminadas en segunda ronda    |                         |                         |                           |
| Alison Van Uytvanck            | Beatriz Haddad Maia [Q] | Ivana Jorović           | Kaia Kanepi               |
| Kaja Juvan [Q]                 | Varvara Flink [Q]       | Pauline Parmentier      | Angelique Kerber [5]      |
| Taylor Townsend                | Laura Siegemund         | Monica Niculescu [WC]   | Tamara Zidanšek           |
| Yafan Wang                     | Kateřina Siniaková      | Amanda Anisimova [25]   | Kristina Mladenovic       |
| Margarita Gasparyan            | Marie Bouzková          | Anastasia Potapova      | Anastasija Sevastova [12] |
| Madison Brengle                | Heather Watson [WC]     | Kirsten Flipkens        | Mónica Puig               |
| Mihaela Buzărnescu             | Ajla Tomljanović        | Madison Keys [17]       | Magdaléna Rybáriková      |
| Veronika Kudermétova           | Yanina Wickmayer [Q]    | Sofia Kenin [27]        | Yulia Putintseva          |
| Eliminadas en primera ronda    |                         |                         |                           |
| Saisai Zheng                   | Svetlana Kuznetsova     | Christina McHale [LL]   | Garbiñe Muguruza [26]     |
| Donna Vekić [22]               | Lesley Kerkhove [Q]     | Stefanie Vögele         | Anastasia Pavlyuchenkova  |
| Giulia Gatto-Monticone [Q]     | Kristýna Plíšková       | Paula Badosa [Q]        | Elena-Gabriela Ruse [Q]   |
| Samantha Stosur                | María Sharápova         | Kateryna Kozlova        | Tatjana Maria             |
| Mandy Minella                  | Arina Rodiónova [Q]     | Katie Swan [WC]         | Lesia Tsurenko [32]       |
| Fiona Ferro                    | Andrea Petković         | Eugénie Bouchard        | Vera Lapko                |
| Timea Bacsinszky               | Tereza Martincová [Q]   | Ekaterina Alexandrova   | Ana Bogdan [Q]            |
| Sorana Cîrstea                 | Anna Kalinskaya [Q]     | Vitalia Diatchenko      | Ons Jabeur                |
| Daria Gavrilova                | Anna-Lena Friedsam [PR] | Mona Barthel            | Bernarda Pera             |
| Jennifer Brady                 | Jil Teichmann           | Zarina Diyas            | Kristie Ahn [Q]           |
| Markéta Vondroušová [16]       | Aleksandra Krunić       | Caty McNally [Q]        | Shelby Rogers [PR]        |
| Jeļena Ostapenko               | Dalila Jakupović        | Anna Schmiedlová        | Lin Zhu                   |
| Aliaksandra Sasnovich          | Jessica Pegula          | Alizé Cornet            | Daria Kasátkina [29]      |
| Luksika Kumkhum                | Viktória Kužmová        | Venus Williams          | Aryna Sabalenka [10]      |
| Sara Sorribes                  | Ysaline Bonaventure [Q] | Rebecca Peterson        | Caroline Garcia [23]      |
| Astra Sharma                   | Camila Giorgi           | Iga Świątek             | Naomi Osaka [2]           |

## Sumario

### Día 1 (1 de julio)
- Cabezas de serie eliminados:
  - Individual masculino:  Alexander Zverev [6],  Stefanos Tsitsipas [7],  Gaël Monfils [16],  Dušan Lajović [32]
  - Individual femenino:  Naomi Osaka [2],  Aryna Sabalenka [10],  Markéta Vondroušová [16],  Caroline Garcia [23],  Daria Kasátkina [29]
- Orden del día

| Partidos en los estadios principales                 | Partidos en los estadios principales            | Partidos en los estadios principales            | Partidos en los estadios principales            |
| Partidos en el Estadio Central All England Club      | Partidos en el Estadio Central All England Club | Partidos en el Estadio Central All England Club | Partidos en el Estadio Central All England Club |
| Modalidad                                            | Ganadores                                       | Perdedores                                      | Resultado                                       |
| ---------------------------------------------------- | ----------------------------------------------- | ----------------------------------------------- | ----------------------------------------------- |
| Individual masculino - Primera ronda                 | Novak Djokovic [1]                              | Philipp Kohlschreiber                           | 6-3, 7-5, 6-3                                   |
| Individual femenino - Primera ronda                  | Yulia Putintseva                                | Naomi Osaka [2]                                 | 7-6(7-4), 6-2                                   |
| Individual masculino - Primera ronda                 | Kyle Edmund [30]                                | Jaume Munar                                     | 6-4, 6-4, 6-4                                   |
| Partidos en el Estadio 1                             |                                                 |                                                 |                                                 |
| Modalidad                                            | Ganadores                                       | Perdedores                                      | Resultado                                       |
| Individual femenino - Primera ronda                  | Simona Halep [7]                                | Aliaksandra Sasnovich                           | 6-4, 7-5                                        |
| Individual masculino - Primera ronda                 | Jiří Veselý [Q]                                 | Alexander Zverev [6]                            | 4-6, 6-3, 6-2, 7-5                              |
| Individual femenino - Primera ronda                  | Cori Gauff [Q]                                  | Venus Williams                                  | 6-4, 6-4                                        |
| Partidos en el Estadio 2                             |                                                 |                                                 |                                                 |
| Modalidad                                            | Ganadores                                       | Perdedores                                      | Resultado                                       |
| Individual masculino - Primera ronda                 | Stan Wawrinka [22]                              | Ruben Bemelmans [Q]                             | 6-3, 6-2, 6-2                                   |
| Individual femenino - Primera ronda                  | Karolína Plíšková [6]                           | Lin Zhu                                         | 6-2, 7-6(7-4)                                   |
| Individual masculino - Primera ronda                 | Thomas Fabbiano                                 | Stefanos Tsitsipas [7]                          | 6-4, 3-6, 6-4, 6-7(8-10), 6-3                   |
| Individual femenino - Primera ronda                  | Caroline Wozniacki [14]                         | Sara Sorribes                                   | 5-4, retirada                                   |
| Partidos en el Estadio 3                             |                                                 |                                                 |                                                 |
| Modalidad                                            | Ganadores                                       | Perdedores                                      | Resultado                                       |
| Individual masculino - Primera ronda                 | Kevin Anderson [4]                              | Pierre-Hugues Herbert                           | 6-3, 6-4, 6-2                                   |
| Individual femenino - Primera ronda                  | Magdaléna Rybáriková                            | Aryna Sabalenka [10]                            | 6-2, 6-4                                        |
| Individual femenino - Primera ronda                  | Anastasija Sevastova [12]                       | Kristie Ahn [Q]                                 | 6-3, 6-4                                        |
| Individual masculino - Primera ronda                 | Ugo Humbert                                     | Gaël Monfils [16]                               | 6-7(6-8), 3-6, 6-4, 7-5, 3-0, retirado          |
| Fondo de color indica un partido de la rama femenina |                                                 |                                                 |                                                 |

### Día 2 (2 de julio)
- Cabezas de serie eliminados:
  - Individual masculino:  Dominic Thiem [5],  Denis Shapovalov [29]
  - Individual femenino:  Donna Vekić [22],  Garbiñe Muguruza [26],  Lesia Tsurenko [32]
- Orden del día

| Partidos en los estadios principales                 | Partidos en los estadios principales            | Partidos en los estadios principales            | Partidos en los estadios principales            |
| Partidos en el Estadio Central All England Club      | Partidos en el Estadio Central All England Club | Partidos en el Estadio Central All England Club | Partidos en el Estadio Central All England Club |
| Modalidad                                            | Ganadores                                       | Perdedores                                      | Resultado                                       |
| ---------------------------------------------------- | ----------------------------------------------- | ----------------------------------------------- | ----------------------------------------------- |
| Individual femenino - Primera ronda                  | Angelique Kerber [5]                            | Tatjana Maria                                   | 6-4, 6-3                                        |
| Individual masculino - Primera ronda                 | Roger Federer [2]                               | Lloyd Harris                                    | 3-6, 6-1, 6-2, 6-2                              |
| Individual femenino - Primera ronda                  | Serena Williams [11]                            | Giulia Gatto-Monticone [Q]                      | 6-2, 7-5                                        |
| Partidos en el Estadio 1                             |                                                 |                                                 |                                                 |
| Modalidad                                            | Ganadores                                       | Perdedores                                      | Resultado                                       |
| Individual femenino - Primera ronda                  | Ashleigh Barty [1]                              | Saisai Zheng                                    | 6-4, 6-2                                        |
| Individual femenino - Primera ronda                  | Johanna Konta [19]                              | Ana Bogdan [Q]                                  | 7-5, 6-2                                        |
| Individual masculino - Primera ronda                 | Rafael Nadal [3]                                | Yuichi Sugita [Q]                               | 6-3, 6-1, 6-3                                   |
| Partidos en el Estadio 2                             |                                                 |                                                 |                                                 |
| Modalidad                                            | Ganadores                                       | Perdedores                                      | Resultado                                       |
| Individual femenino - Primera ronda                  | Sloane Stephens [9]                             | Timea Bacsinszky                                | 6-2, 6-4                                        |
| Individual masculino - Primera ronda                 | Sam Querrey                                     | Dominic Thiem [5]                               | 6-7(4-7), 7-6(7-1), 6-3, 6-0                    |
| Individual femenino - Primera ronda                  | Pauline Parmentier                              | María Sharápova                                 | 4-6, 7-6(7-4), 5-0, retirada                    |
| Individual masculino - Primera ronda                 | John Isner [9]                                  | Casper Ruud                                     | 6-3, 6-4, 7-6(11-9)                             |
| Partidos en el Estadio 3                             |                                                 |                                                 |                                                 |
| Modalidad                                            | Ganadores                                       | Perdedores                                      | Resultado                                       |
| Individual masculino - Primera ronda                 | Nick Kyrgios                                    | Jordan Thompson                                 | 7-6(7-4), 3-6, 7-6(12-10), 0-6, 6-1             |
| Individual femenino - Primera ronda                  | Beatriz Haddad Maia [Q]                         | Garbiñe Muguruza [26]                           | 6-4, 6-4                                        |
| Individual femenino - Primera ronda                  | Petra Kvitová [6]                               | Ons Jabeur                                      | 6-4, 6-2                                        |
| Individual masculino - Primera ronda                 | Marin Čilić [13]                                | Adrian Mannarino                                | 7-6(8-6), 7-6(7-4), 6-3                         |
| Fondo de color indica un partido de la rama femenina |                                                 |                                                 |                                                 |

### Día 3 (3 de julio)
- Cabezas de serie eliminados:
  - Individual masculino:  Stan Wawrinka [22],  Kyle Edmund [30]
  - Individual femenino:  Anastasija Sevastova [12],  Madison Keys [17],  Sofia Kenin [27]
  - Dobles masculino:  Kevin Krawietz /  Andreas Mies [13],  Dominic Inglot /  Austin Krajicek [15]
- Orden del día

| Partidos en los estadios principales                 | Partidos en los estadios principales            | Partidos en los estadios principales            | Partidos en los estadios principales            |
| Partidos en el Estadio Central All England Club      | Partidos en el Estadio Central All England Club | Partidos en el Estadio Central All England Club | Partidos en el Estadio Central All England Club |
| Modalidad                                            | Ganadores                                       | Perdedores                                      | Resultado                                       |
| ---------------------------------------------------- | ----------------------------------------------- | ----------------------------------------------- | ----------------------------------------------- |
| Individual femenino - Segunda ronda                  | Karolína Plíšková [3]                           | Mónica Puig                                     | 6-0, 6-4                                        |
| Individual masculino - Segunda ronda                 | Fernando Verdasco                               | Kyle Edmund [30]                                | 4-6, 4-6, 7-6(7-3), 6-3, 6-4                    |
| Individual masculino - Segunda ronda                 | Novak Djokovic [1]                              | Denis Kudla                                     | 6-3, 6-2, 6-2                                   |
| Partidos en el Estadio 1                             |                                                 |                                                 |                                                 |
| Modalidad                                            | Ganadores                                       | Perdedores                                      | Resultado                                       |
| Individual femenino - Segunda ronda                  | Anett Kontaveit [20]                            | Heather Watson                                  | 7-5, 6-1                                        |
| Individual masculino - Segunda ronda                 | Karen Jachanov [10]                             | Feliciano López [WC]                            | 4-6, 6-4, 7-5, 6-4                              |
| Individual femenino - Segunda ronda                  | Caroline Wozniacki [14]                         | Veronika Kudermétova                            | 7-6(7-5), 6-3                                   |
| Partidos en el Estadio 2                             |                                                 |                                                 |                                                 |
| Modalidad                                            | Ganadores                                       | Perdedores                                      | Resultado                                       |
| Individual masculino - Segunda ronda                 | Reilly Opelka                                   | Stan Wawrinka [22]                              | 7-5, 3-6, 4-6, 6-4, 8-6                         |
| Individual femenino - Segunda ronda                  | Simona Halep [7]                                | Mihaela Buzărnescu                              | 6-3, 4-6, 6-2                                   |
| Individual masculino - Segunda ronda                 | Kevin Anderson [4]                              | Janko Tipsarević [PR]                           | 6-4, 6-7(5-7), 6-1, 6-4                         |
| Individual femenino - Segunda ronda                  | Cori Gauff [Q]                                  | Magdaléna Rybáriková                            | 6-3, 6-3                                        |
| Partidos en el Estadio 3                             |                                                 |                                                 |                                                 |
| Modalidad                                            | Ganadores                                       | Perdedores                                      | Resultado                                       |
| Individual femenino - Segunda ronda                  | Elina Svitolina [5]                             | Margarita Gasparyan                             | 5-7, 6-5, retirada                              |
| Individual masculino - Segunda ronda                 | Milos Raonic [15]                               | Robin Haase                                     | 7-6(7-1), 7-5, 7-6(7-4)                         |
| Individual masculino - Segunda ronda                 | Félix Auger-Aliassime [19]                      | Corentin Moutet [Q]                             | 6-3, 4-6, 6-4, 6-2                              |
| Individual femenino - Segunda ronda                  | Polona Hercog                                   | Madison Keys [17]                               | 6-2, 6-4                                        |
| Fondo de color indica un partido de la rama femenina |                                                 |                                                 |                                                 |

### Día 4 (4 de julio)
- Cabezas de serie eliminados:
  - Individual masculino:  John Isner [9],  Marin Čilić [13],  Nikoloz Basilashvili [18],  Gilles Simon [20],  Álex de Miñaur [25]
  - Individual femenino:  Angelique Kerber [5],  Amanda Anisimova [25]
  - Dobles femenino:  Lucie Hradecká /  Andreja Klepač [11],  Veronika Kudermétova /  Jeļena Ostapenko [14]
- Orden del día

| Partidos en los estadios principales                 | Partidos en los estadios principales            | Partidos en los estadios principales            | Partidos en los estadios principales            |
| Partidos en el Estadio Central All England Club      | Partidos en el Estadio Central All England Club | Partidos en el Estadio Central All England Club | Partidos en el Estadio Central All England Club |
| Modalidad                                            | Ganadores                                       | Perdedores                                      | Resultado                                       |
| ---------------------------------------------------- | ----------------------------------------------- | ----------------------------------------------- | ----------------------------------------------- |
| Individual masculino - Segunda ronda                 | Kei Nishikori [8]                               | Cameron Norrie                                  | 6-4, 6-4, 6-0                                   |
| Individual femenino - Segunda ronda                  | Johanna Konta [19]                              | Kateřina Siniaková                              | 6-3, 6-4                                        |
| Individual masculino - Segunda ronda                 | Rafael Nadal [3]                                | Nick Kyrgios                                    | 6-3, 3-6, 7-6(7-5), 7-6(7-3)                    |
| Partidos en el Estadio 1                             |                                                 |                                                 |                                                 |
| Modalidad                                            | Ganadores                                       | Perdedores                                      | Resultado                                       |
| Individual femenino - Segunda ronda                  | Petra Kvitová [6]                               | Kristina Mladenovic                             | 7-5, 6-2                                        |
| Individual masculino - Segunda ronda                 | Roger Federer [2]                               | Jay Clarke [WC]                                 | 6-1, 7-6(7-3), 6-2                              |
| Individual femenino - Segunda ronda                  | Serena Williams [11]                            | Kaja Juvan [Q]                                  | 2-6, 6-2, 6-4                                   |
| Partidos en el Estadio 2                             |                                                 |                                                 |                                                 |
| Modalidad                                            | Ganadores                                       | Perdedores                                      | Resultado                                       |
| Individual femenino - Segunda ronda                  | Ashleigh Barty [1]                              | Alison Van Uytvanck                             | 6-1, 6-3                                        |
| Individual masculino - Segunda ronda                 | Daniel Evans                                    | Nikoloz Basilashvili [18]                       | 6-3, 6-2, 7-6(7-2)                              |
| Individual femenino - Segunda ronda                  | Lauren Davis [LL]                               | Angelique Kerber [5]                            | 2-6, 6-2, 6-1                                   |
| Individual masculino - Segunda ronda                 | Matteo Berrettini [17]                          | Marcos Baghdatis [WC]                           | 6-1, 7-6(7-4), 6-3                              |
| Partidos en el Estadio 3                             |                                                 |                                                 |                                                 |
| Modalidad                                            | Ganadores                                       | Perdedores                                      | Resultado                                       |
| Individual femenino - Segunda ronda                  | Sloane Stephens [9]                             | Yafan Wang                                      | 6-0, 6-2                                        |
| Individual masculino - Segunda ronda                 | Mikhail Kukushkin                               | John Isner [9]                                  | 6-4, 6-7(3-7), 4-6, 6-1, 6-4                    |
| Individual masculino - Segunda ronda                 | Fabio Fognini [12]                              | Márton Fucsovics                                | 6-7(6-8), 6-4, 7-6(7-3), 2-6, 6-3               |
| Fondo de color indica un partido de la rama femenina |                                                 |                                                 |                                                 |

### Día 5 (5 de julio)
- Cabezas de serie eliminados:
  - Individual masculino:  Kevin Anderson [4],  Karen Jachanov [10],  Daniil Medvédev [11],  Félix Auger-Aliassime [19]
  - Individual femenino:  Caroline Wozniacki [14],  Anett Kontaveit [20],  Su-Wei Hsieh [28],  Maria Sakkari [31]
  - Dobles masculino:  Mate Pavić /  Bruno Soares [4],  Jamie Murray /  Neal Skupski [10]
  - Dobles femenino:  Kirsten Flipkens /  Johanna Larsson [12]
- Orden del día

| Partidos en los estadios principales                 | Partidos en los estadios principales            | Partidos en los estadios principales            | Partidos en los estadios principales            |
| Partidos en el Estadio Central All England Club      | Partidos en el Estadio Central All England Club | Partidos en el Estadio Central All England Club | Partidos en el Estadio Central All England Club |
| Modalidad                                            | Ganadores                                       | Perdedores                                      | Resultado                                       |
| ---------------------------------------------------- | ----------------------------------------------- | ----------------------------------------------- | ----------------------------------------------- |
| Individual masculino - Tercera ronda                 | Guido Pella [26]                                | Kevin Anderson [4]                              | 6-4, 6-3, 7-6(7-4)                              |
| Individual femenino - Tercera ronda                  | Simona Halep [7]                                | Victoria Azarenka                               | 6-3, 6-1                                        |
| Individual femenino - Tercera ronda                  | Cori Gauff [Q]                                  | Polona Hercog                                   | 3-6, 7-6(9-7), 7-5                              |
| Partidos en el Estadio 1                             |                                                 |                                                 |                                                 |
| Modalidad                                            | Ganadores                                       | Perdedores                                      | Resultado                                       |
| Individual femenino - Tercera ronda                  | Karolína Plíšková [3]                           | Su-Wei Hsieh [28]                               | 6-3, 2-6, 6-4                                   |
| Individual masculino - Tercera ronda                 | Novak Djokovic [1]                              | Hubert Hurkacz                                  | 7-5, 6-7(5-7), 6-1, 6-4                         |
| Individual masculino - Tercera ronda                 | Ugo Humbert                                     | Félix Auger-Aliassime [19]                      | 6-4, 7-5, 6-3                                   |
| Partidos en el Estadio 2                             |                                                 |                                                 |                                                 |
| Modalidad                                            | Ganadores                                       | Perdedores                                      | Resultado                                       |
| Individual femenino - Tercera ronda                  | Shuai Zhang                                     | Caroline Wozniacki [14]                         | 6-4, 6-2                                        |
| Individual masculino - Tercera ronda                 | Roberto Bautista [23]                           | Karen Jachanov [10]                             | 6-3, 7-6(7-3), 6-1                              |
| Individual masculino - Tercera ronda                 | David Goffin [21]                               | Daniil Medvédev [11]                            | 4-6, 6-2, 3-6, 6-3, 7-5                         |
| Partidos en el Estadio 3                             |                                                 |                                                 |                                                 |
| Modalidad                                            | Ganadores                                       | Perdedores                                      | Resultado                                       |
| Individual femenino - Tercera ronda                  | Elina Svitolina [8]                             | Maria Sakkari [31]                              | 6-3, 6-7(1-7), 6-2                              |
| Individual femenino - Tercera ronda                  | Karolína Muchová                                | Anett Kontaveit [20]                            | 7-6(9-7), 6-3                                   |
| Individual masculino - Tercera ronda                 | Fernando Verdasco                               | Thomas Fabbiano                                 | 6-4, 7-6(7-1), 6-4                              |
| Dobles mixto - Primera ronda                         | Jamie Murray Bethanie Mattek-Sands              | Joe Salisbury Katy Dunne                        | 7-5, 7-6(10-8)                                  |
| Fondo de color indica un partido de la rama femenina |                                                 |                                                 |                                                 |

### Día 6 (6 de julio)
- Cabezas de serie eliminados:
  - Individual masculino:  Fabio Fognini [12],  Diego Schwartzman [24],  Lucas Pouille [27],  Jan-Lennard Struff [33]
  - Individual femenino:  Kiki Bertens [4],  Sloane Stephens [9],  Belinda Bencic [13],  Qiang Wang [15],  Julia Goerges [18]
  - Dobles masculino:  Oliver Marach /  Jürgen Melzer [14]
  - Dobles femenino:  Samantha Stosur /  Shuai Zhang [5],  Raquel Atawo /  Lyudmyla Kichenok [16]
  - Dobles mixto:  Jean-Julien Rojer /  Demi Schuurs [2],  Neal Skupski /  Hao-Ching Chan [9],  Rohan Bopanna /  Aryna Sabalenka [13],  Divij Sharan /  Yingying Duan [16]
- Orden del día

| Partidos en los estadios principales                 | Partidos en los estadios principales            | Partidos en los estadios principales            | Partidos en los estadios principales            |
| Partidos en el Estadio Central All England Club      | Partidos en el Estadio Central All England Club | Partidos en el Estadio Central All England Club | Partidos en el Estadio Central All England Club |
| Modalidad                                            | Ganadores                                       | Perdedores                                      | Resultado                                       |
| ---------------------------------------------------- | ----------------------------------------------- | ----------------------------------------------- | ----------------------------------------------- |
| Individual femenino - Tercera ronda                  | Ashleigh Barty [1]                              | Harriet Dart [WC]                               | 6-1, 6-1                                        |
| Individual masculino - Tercera ronda                 | Rafael Nadal [3]                                | Jo-Wilfried Tsonga                              | 6-2, 6-3, 6-2                                   |
| Individual masculino - Tercera ronda                 | Roger Federer [2]                               | Lucas Pouille [27]                              | 7-5, 6-2, 7-6(7-4)                              |
| Dobles mixto - Primera ronda                         | Andy Murray [PR] Serena Williams [PR]           | Andreas Mies Alexa Guarachi                     | 6-4, 6-1                                        |
| Partidos en el Estadio 1                             |                                                 |                                                 |                                                 |
| Modalidad                                            | Ganadores                                       | Perdedores                                      | Resultado                                       |
| Individual femenino - Tercera ronda                  | Serena Williams [11]                            | Julia Goerges [18]                              | 6-3, 6-4                                        |
| Individual femenino - Tercera ronda                  | Johanna Konta [19]                              | Sloane Stephens [9]                             | 3-6, 6-4, 6-1                                   |
| Individual masculino - Tercera ronda                 | João Sousa                                      | Daniel Evans                                    | 4-6, 6-4, 7-5, 4-6, 6-4                         |
| Partidos en el Estadio 2                             |                                                 |                                                 |                                                 |
| Modalidad                                            | Ganadores                                       | Perdedores                                      | Resultado                                       |
| Individual femenino - Tercera ronda                  | Petra Kvitová [6]                               | Magda Linette                                   | 6-3, 6-2                                        |
| Dobles masculino - Segunda ronda                     | Nikola Mektić [6] Franko Škugor [6]             | Pierre-Hugues Herbert [PR] Andy Murray [PR]     | 6-7(4-7), 6-4, 6-2, 6-3                         |
| Dobles mixto - Primera ronda                         | Robert Lindstedt Jeļena Ostapenko               | Jay Clarke [WC] Cori Gauff [WC]                 | 6-1, 6-4                                        |
| Dobles femenino - Segunda ronda                      | Victoria Azarenka [10] Ashleigh Barty [10]      | Rebecca Peterson Tamara Zidanšek                | 6-2, 6-3                                        |
| Partidos en el Estadio 3                             |                                                 |                                                 |                                                 |
| Modalidad                                            | Ganadores                                       | Perdedores                                      | Resultado                                       |
| Individual masculino - Tercera ronda                 | Kei Nishikori [8]                               | Steve Johnson                                   | 6-4, 6-3, 6-2                                   |
| Individual femenino - Tercera ronda                  | Barbora Strýcová                                | Kiki Bertens [4]                                | 7-5, 6-1                                        |
| Dobles masculino - Segunda ronda                     | Bob Bryan [7] Mike Bryan [7]                    | Marcelo Arévalo Miguel Ángel Reyes Varela       | 6-7(13-15), 6-3, 6-4, 6-1                       |
| Dobles mixto - Segunda ronda                         | John Peers [4] Shuai Zhang [4]                  | Henri Kontinen Heather Watson                   | 4-6, 6-3, 6-4                                   |
| Fondo de color indica un partido de la rama femenina |                                                 |                                                 |                                                 |

### Middle Sunday (7 de julio)
Siguiendo la tradición, este es un día de descanso, sin partidos.

### Día 7 (8 de julio)
- Cabezas de serie eliminados:
  - Individual masculino:  Milos Raonic [15],  Matteo Berrettini [17],  Benoît Paire [28]
  - Individual femenino:  Ashleigh Barty [1],  Karolína Plíšková [3],  Petra Kvitová [6],  Elise Mertens [21],  Petra Martić [24],  Carla Suárez [30]
  - Dobles masculino:  Nikola Mektić /  Franko Škugor [6],  Bob Bryan /  Mike Bryan [7],  Máximo González /  Horacio Zeballos [9],  Robin Haase /  Frederik Nielsen [16]
  - Dobles femenino:  Yingying Duan /  Saisai Zheng [13]
  - Dobles mixto:  Michael Venus /  Katarina Srebotnik [10]
- Orden del día

| Partidos en los estadios principales                 | Partidos en los estadios principales            | Partidos en los estadios principales            | Partidos en los estadios principales            |
| Partidos en el Estadio Central All England Club      | Partidos en el Estadio Central All England Club | Partidos en el Estadio Central All England Club | Partidos en el Estadio Central All England Club |
| Modalidad                                            | Ganadores                                       | Perdedores                                      | Resultado                                       |
| ---------------------------------------------------- | ----------------------------------------------- | ----------------------------------------------- | ----------------------------------------------- |
| Individual masculino - Cuarta ronda                  | Rafael Nadal [3]                                | João Sousa                                      | 6-2, 6-2, 6-2                                   |
| Individual femenino - Cuarta ronda                   | Johanna Konta [19]                              | Petra Kvitová [6]                               | 4-6, 6-2, 6-4                                   |
| Individual masculino - Cuarta ronda                  | Roger Federer [2]                               | Matteo Berrettini [17]                          | 6-1, 6-2, 6-2                                   |
| Partidos en el Estadio 1                             |                                                 |                                                 |                                                 |
| Modalidad                                            | Ganadores                                       | Perdedores                                      | Resultado                                       |
| Individual femenino - Cuarta ronda                   | Serena Williams [11]                            | Carla Suárez [30]                               | 6-2, 6-2                                        |
| Individual femenino - Cuarta ronda                   | Simona Halep [7]                                | Cori Gauff [Q]                                  | 6-3, 6-3                                        |
| Individual masculino - Cuarta ronda                  | Novak Djokovic [1]                              | Ugo Humbert                                     | 6-3, 6-2, 6-3                                   |
| Partidos en el Estadio 2                             |                                                 |                                                 |                                                 |
| Modalidad                                            | Ganadores                                       | Perdedores                                      | Resultado                                       |
| Individual femenino - Cuarta ronda                   | Alison Riske                                    | Ashleigh Barty [1]                              | 3-6, 6-2, 6-3                                   |
| Individual femenino - Cuarta ronda                   | Karolína Muchová                                | Karolína Plíšková [3]                           | 4-6, 7-5, 13-11                                 |
| Individual masculino - Cuarta ronda                  | Kei Nishikori [8]                               | Mikhail Kukushkin                               | 6-3, 3-6, 6-3, 6-4                              |
| Partidos en el Estadio 3                             |                                                 |                                                 |                                                 |
| Modalidad                                            | Ganadores                                       | Perdedores                                      | Resultado                                       |
| Individual femenino - Cuarta ronda                   | Elina Svitolina [8]                             | Petra Martić [24]                               | 6-4, 6-2                                        |
| Individual masculino - Cuarta ronda                  | David Goffin [21]                               | Fernando Verdasco                               | 7-6(11-9), 2-6, 6-3, 6-4                        |
| Individual masculino - Cuarta ronda                  | Guido Pella [26]                                | Milos Raonic [15]                               | 3-6, 4-6, 6-3, 7-6(7-3), 8-6                    |
| Fondo de color indica un partido de la rama femenina |                                                 |                                                 |                                                 |

### Día 8 (9 de julio)
- Cabezas de serie eliminados:
  - Individual femenino:  Johanna Konta [19]
  - Dobles masculino:  Łukasz Kubot /  Marcelo Melo [1],  Jean-Julien Rojer /  Horia Tecău [5],  Rajeev Ram /  Joe Salisbury [12]
  - Dobles femenino:  Nicole Melichar /  Květa Peschke [7],  Hao-Ching Chan /  Yung-Jan Chan [9],  Victoria Azarenka /  Ashleigh Barty [10].  Irina-Camelia Begu /  Monica Niculescu [15]
  - Dobles mixto:  Nikola Mektić /  Alicja Rosolska [6],  Fabrice Martin /  Raquel Atawo [14]
- Orden del día

| Partidos en los estadios principales                 | Partidos en los estadios principales            | Partidos en los estadios principales            | Partidos en los estadios principales            |
| Partidos en el Estadio Central All England Club      | Partidos en el Estadio Central All England Club | Partidos en el Estadio Central All England Club | Partidos en el Estadio Central All England Club |
| Modalidad                                            | Ganadores                                       | Perdedores                                      | Resultado                                       |
| ---------------------------------------------------- | ----------------------------------------------- | ----------------------------------------------- | ----------------------------------------------- |
| Individual femenino - Cuartos de final               | Serena Williams [11]                            | Alison Riske                                    | 6-4, 4-6, 6-3                                   |
| Individual femenino - Cuartos de final               | Barbora Strýcová                                | Johanna Konta [19]                              | 7-6(7-5), 6-1                                   |
| Dobles mixto - Segunda ronda                         | Andy Murray [PR] Serena Williams [PR]           | Fabrice Martin [14] Raquel Atawo [14]           | 7-5, 6-3                                        |
| Partidos en el Estadio 1                             |                                                 |                                                 |                                                 |
| Modalidad                                            | Ganadores                                       | Perdedores                                      | Resultado                                       |
| Individual femenino - Cuartos de final               | Simona Halep [7]                                | Shuai Zhang                                     | 7-6(7-4), 6-1                                   |
| Individual femenino - Cuartos de final               | Elina Svitolina [8]                             | Karolína Muchová                                | 7-5, 6-4                                        |
| Dobles masculino - Cuartos de final                  | Nicolas Mahut [11] Édouard Roger-Vasselin [11]  | Łukasz Kubot [1] Marcelo Melo [1]               | 7-6(7-3), 6-7(5-7), 6-3, 6-3                    |
| Partidos en el Estadio 2                             |                                                 |                                                 |                                                 |
| Modalidad                                            | Ganadores                                       | Perdedores                                      | Resultado                                       |
| Dobles mixto - Tercera ronda                         | Evan Hoyt [WC] Eden Silva [WC]                  | Joran Vliegen Saisai Zheng                      | 5-7, 7-6(7-5), 6-4                              |
| Dobles femenino - Tercera ronda                      | Tímea Babos [1] Kristina Mladenovic [1]         | Nicole Melichar [7] Květa Peschke [7]           | 2-6, 6-2, 9-7                                   |
| Dobles masculino - Cuartos de final                  | Juan Sebastián Cabal [2] Robert Farah [2]       | Jean-Julien Rojer [5] Horia Tecău [5]           | 6-4, 3-6, 6-7(8-10), 6-4, 11-9                  |
| Partidos en el Estadio 3                             |                                                 |                                                 |                                                 |
| Modalidad                                            | Ganadores                                       | Perdedores                                      | Resultado                                       |
| Leyendas Mayor masculino - Round Robin               | Jacco Eltingh Paul Haarhuis                     | Henri Leconte Patrick McEnroe                   | 6-3, 7-5                                        |
| Dobles femenino - Tercera ronda                      | Elise Mertens [6] Aryna Sabalenka [6]           | Hao-Ching Chan [9] Yung-Jan Chan [9]            | 7-5, 6-3                                        |
| Dobles mixto - Tercera ronda                         | Franko Škugor [12] Ioana Raluca Olaru [12]      | Nikola Mektić [6] Alicja Rosolska [6]           | 6-2, 6-2                                        |
| Leyendas Mayor masculino - Round Robin               | Jonas Björkman Todd Woodbridge                  | Jeremy Bates Andrew Castle                      | 6-4, 6-2                                        |
| Leyendas femenino - Round Robin                      | Cara Black Martina Navrátilová                  | Anne Keothavong Arantxa Sánchez Vicario         | 6-3, 6-2                                        |
| Fondo de color indica un partido de la rama femenina |                                                 |                                                 |                                                 |

### Día 9 (10 de julio)
- Cabezas de serie eliminados:
  - Individual masculino:  Kei Nishikori [8],  David Goffin [21],  Guido Pella [26]
  - Dobles masculino:  Henri Kontinen /  John Peers [8]
  - Dobles femenino:  Elise Mertens /  Aryna Sabalenka [6],  Anna-Lena Grönefeld /  Demi Schuurs [8]
  - Dobles mixto:  Mate Pavić /  Gabriela Dabrowski [3],  John Peers /  Shuai Zhang [4],  Édouard Roger-Vasselin /  Andreja Klepač [11]
- Orden del día

| Partidos en los estadios principales                 | Partidos en los estadios principales            | Partidos en los estadios principales            | Partidos en los estadios principales            |
| Partidos en el Estadio Central All England Club      | Partidos en el Estadio Central All England Club | Partidos en el Estadio Central All England Club | Partidos en el Estadio Central All England Club |
| Modalidad                                            | Ganadores                                       | Perdedores                                      | Resultado                                       |
| ---------------------------------------------------- | ----------------------------------------------- | ----------------------------------------------- | ----------------------------------------------- |
| Individual masculino - Cuartos de final              | Novak Djokovic [1]                              | David Goffin [21]                               | 6-4, 6-0, 6-2                                   |
| Individual masculino - Cuartos de final              | Roger Federer [2]                               | Kei Nishikori [8]                               | 4-6, 6-1, 6-4, 6-4                              |
| Partidos en el Estadio 1                             |                                                 |                                                 |                                                 |
| Modalidad                                            | Ganadores                                       | Perdedores                                      | Resultado                                       |
| Individual masculino - Cuartos de final              | Roberto Bautista [23]                           | Guido Pella [26]                                | 7-5, 6-4, 3-6, 6-3                              |
| Individual masculino - Cuartos de final              | Rafael Nadal [3]                                | Sam Querrey                                     | 7-5, 6-2, 6-2                                   |
| Partidos en el Estadio 2                             |                                                 |                                                 |                                                 |
| Modalidad                                            | Ganadores                                       | Perdedores                                      | Resultado                                       |
| Dobles femenino - Cuartos de final                   | Barbora Krejčíková [2] Kateřina Siniaková       | Anna-Lena Grönefeld [8] Demi Schuurs [8]        | 6-2, 7-6(7-1)                                   |
| Dobles femenino - Cuartos de final                   | Su-Wei Hsieh [3] Barbora Strýcová [3]           | Elise Mertens [6] Aryna Sabalenka [6]           | 6-4, 6-2                                        |
| Dobles mixto - Tercera ronda                         | Bruno Soares [1] Nicole Melichar [1]            | Andy Murray [PR] Serena Williams [PR]           | 6-3, 4-6, 6-2                                   |
| Leyendas masculino - Round Robin                     | Xavier Malisse Max Mirny                        | Mario Ančić Wayne Black                         | 6-3, 6-4                                        |
| Partidos en el Estadio 3                             |                                                 |                                                 |                                                 |
| Modalidad                                            | Ganadores                                       | Perdedores                                      | Resultado                                       |
| Leyendas masculino - Round Robin                     | Arnaud Clément Michaël Llodra                   | Fernando González Sébastien Grosjean            | 6-3, 3-6, [11-9]                                |
| Dobles masculino - Cuartos de final                  | Raven Klaasen [3] Michael Venus [3]             | Henri Kontinen [8] John Peers [8]               | 4-6, 6-3, 6-7(5-7), 6-4, 6-3                    |
| Dobles mixto - Tercera ronda                         | Ivan Dodig [8] Yung-Jan Chan [8]                | Édouard Roger-Vasselin [11] Andreja Klepač [11] | 2-6, 6-3, 6-4                                   |
| Dobles mixto - Tercera ronda                         | Robert Lindstedt Jeļena Ostapenko               | John Peers [4] Shuai Zhang [4]                  | 2-6, 7-5, 6-4                                   |
| Fondo de color indica un partido de la rama femenina |                                                 |                                                 |                                                 |

### Día 10 (11 de julio)
- Cabezas de serie eliminados:
  - Individual femenino:  Elina Svitolina [8]
  - Dobles masculino:  Raven Klaasen /  Michael Venus [3]
  - Dobles mixto:  Bruno Soares /  Nicole Melichar [1],  Franko Škugor /  Ioana Raluca Olaru [12]
- Orden del día

| Partidos en los estadios principales                 | Partidos en los estadios principales                 | Partidos en los estadios principales            | Partidos en los estadios principales            |
| Partidos en el Estadio Central All England Club      | Partidos en el Estadio Central All England Club      | Partidos en el Estadio Central All England Club | Partidos en el Estadio Central All England Club |
| Modalidad                                            | Ganadores                                            | Perdedores                                      | Resultado                                       |
| ---------------------------------------------------- | ---------------------------------------------------- | ----------------------------------------------- | ----------------------------------------------- |
| Individual femenino - Semifinales                    | Simona Halep [7]                                     | Elina Svitolina [8]                             | 6-1, 6-3                                        |
| Individual femenino - Semifinales                    | Serena Williams [11]                                 | Barbora Strýcová                                | 6-1, 6-2                                        |
| Dobles masculino - Semifinales                       | Juan Sebastián Cabal [2] Robert Farah [2]            | Raven Klaasen [3] Michael Venus [3]             | 6-4, 6-7(4-7), 7-6(7-2), 6-4                    |
| Partidos en el Estadio 1                             |                                                      |                                                 |                                                 |
| Modalidad                                            | Ganadores                                            | Perdedores                                      | Resultado                                       |
| Dobles masculino - Semifinales                       | Nicolas Mahut [11] Édouard Roger-Vasselin [11]       | Ivan Dodig Filip Polášek                        | 6-2, 7-6(9-7), 7-6(7-2)                         |
| Dobles mixto - Cuartos de final                      | Matwé Middelkoop Zhaoxuan Yang                       | Bruno Soares [1] Nicole Melichar [1]            | 6-4, 6-3                                        |
| Dobles mixto - Cuartos de final                      | Robert Lindstedt Jeļena Ostapenko                    | Franko Škugor [12] Ioana Raluca Olaru [12]      | 6-7(6-8), 6-3, 7-5                              |
| Partidos en el Estadio 2                             |                                                      |                                                 |                                                 |
| Modalidad                                            | Ganadores                                            | Perdedores                                      | Resultado                                       |
| Leyendas Mayor masculino - Round Robin               | Wayne Ferreira Mark Woodforde                        | Jeremy Bates Andrew Castle                      | 7-5, 7-6(7-3)                                   |
| Leyendas femenino - Round Robin                      | Iva Majoli Magdalena Maleeva                         | Anne Keothavong Arantxa Sánchez Vicario         | 6-4, 6-4                                        |
| Dobles mixto - Cuartos de final                      | Wesley Koolhof [5] Květa Peschke [5]                 | Artem Sitak Laura Siegemund                     | 6-1, 6-2                                        |
| Leyendas Mayor masculino - Round Robin               | Jonas Björkman Todd Woodbridge                       | Mansour Bahrami Chris Wilkinson                 | 6-4, 6-3                                        |
| Dobles mixto - Cuartos de final                      | Ivan Dodig [8] Yung-Jan Chan [8]                     | Evan Hoyt [WC] Eden Silva [WC]                  | 7-5, 7-6(7-5)                                   |
| Partidos en el Estadio 3                             |                                                      |                                                 |                                                 |
| Modalidad                                            | Ganadores                                            | Perdedores                                      | Resultado                                       |
| Individual júnior masculino - Cuartos de final       | Shintaro Mochizuki [8]                               | Anton Matusevich                                | 6-3, 6-3                                        |
| Individual júnior femenino - Cuartos de final        | Emma Navarro [1]                                     | Natsumi Kawaguchi [6]                           | 4-6, 6-1, 6-1                                   |
| Dobles júnior masculino - Segunda ronda              | Shintaro Mochizuki [2] Holger Vitus Nødskov Rune [2] | Nicolás Álvarez Varona Juan Bautista Torres     | 2-6, 7-5, 6-2                                   |
| Dobles júnior femenino - Segunda ronda               | Polina Kudermétova Giulia Morlet                     | Natsumi Kawaguchi [3] Adrienn Nagy [3]          | 4-6, 6-4, 7-5                                   |
| Fondo de color indica un partido de la rama femenina |                                                      |                                                 |                                                 |

### Día 11 (12 de julio)
- Cabezas de serie eliminados:
  - Individual masculino:  Roberto Bautista [23],  Rafael Nadal [3]
  - Dobles femenino:  Tímea Babos /  Kristina Mladenovic [1],  Barbora Krejčíková /  Kateřina Siniaková [2]
  - Dobles mixto:  Wesley Koolhof /  Květa Peschke [5]
- Orden del día

| Partidos en los estadios principales                 | Partidos en los estadios principales            | Partidos en los estadios principales            | Partidos en los estadios principales            |
| Partidos en el Estadio Central All England Club      | Partidos en el Estadio Central All England Club | Partidos en el Estadio Central All England Club | Partidos en el Estadio Central All England Club |
| Modalidad                                            | Ganadores                                       | Perdedores                                      | Resultado                                       |
| ---------------------------------------------------- | ----------------------------------------------- | ----------------------------------------------- | ----------------------------------------------- |
| Individual masculino - Semifinales                   | Novak Djokovic [1]                              | Roberto Bautista [23]                           | 6-2, 4-6, 6-3, 6-2                              |
| Individual masculino - Semifinales                   | Roger Federer [2]                               | Rafael Nadal [3]                                | 7-6(7-3), 1-6, 6-3, 6-4                         |
| Partidos en el Estadio 1                             |                                                 |                                                 |                                                 |
| Modalidad                                            | Ganadores                                       | Perdedores                                      | Resultado                                       |
| Dobles femenino - Semifinales                        | Gabriela Dabrowski [4] Yifan Xu [4]             | Barbora Krejčíková [2] Kateřina Siniaková [2]   | 6-1, 3-6, 6-3                                   |
| Dobles femenino - Semifinales                        | Su-Wei Hsieh [3] Barbora Strýcová [3]           | Tímea Babos [1] Kristina Mladenovic [1]         | 7-6(7-5), 6-4                                   |
| Dobles mixto - Semifinales                           | Robert Lindstedt Jeļena Ostapenko               | Matwé Middelkoop Zhaoxuan Yang                  | 7-5, 6-2                                        |
| Leyendas masculino - Round robin                     | Colin Fleming Ross Hutchins                     | Fernando González Sébastien Grosjean            | 7-5, 6-4                                        |
| Partidos en el Estadio 3                             |                                                 |                                                 |                                                 |
| Modalidad                                            | Ganadores                                       | Perdedores                                      | Resultado                                       |
| Leyendas masculino - Round robin                     | Xavier Malisse Max Mirny                        | Jamie Delgado Jonathan Marray                   | 7-6(7-5), 6-2                                   |
| Leyendas Mayor masculino - Round robin               | Jacco Eltingh Paul Haarhuis                     | Greg Rusedski Fabrice Santoro                   | 3-6, 1-1, retirados                             |
| Leyendas femenino - Round robin                      | Cara Black Martina Navrátilová                  | Iva Majoli Magdalena Maleeva                    | 6-3, 6-4                                        |
| Dobles mixto - Semifinales                           | Ivan Dodig [8] Yung-Jan Chan [8]                | Wesley Koolhof [5] Květa Peschke [5]            | 7-5, 6-4                                        |
| Fondo de color indica un partido de la rama femenina |                                                 |                                                 |                                                 |

### Día 12 (13 de julio)
- Cabezas de serie eliminados:
  - Individual femenino:   Serena Williams [11]
  - Dobles masculino:  Nicolas Mahut /  Édouard Roger-Vasselin [11]
- Orden del día

| Partidos en los estadios principales                 | Partidos en los estadios principales            | Partidos en los estadios principales            | Partidos en los estadios principales            |
| Partidos en el Estadio Central All England Club      | Partidos en el Estadio Central All England Club | Partidos en el Estadio Central All England Club | Partidos en el Estadio Central All England Club |
| Modalidad                                            | Ganadores                                       | Perdedores                                      | Resultado                                       |
| ---------------------------------------------------- | ----------------------------------------------- | ----------------------------------------------- | ----------------------------------------------- |
| Individual femenino - Final                          | Simona Halep [7]                                | Serena Williams [11]                            | 6-2, 6-2                                        |
| Dobles masculino - Final                             | Juan Sebastián Cabal Robert Farah [2]           | Nicolas Mahut Édouard Roger-Vasselin [11]       | 6-7(5-7), 7-6(7-5), 7-6(8-6), 6-7(5-7), 6-3     |
| Partidos en el Estadio 1                             |                                                 |                                                 |                                                 |
| Modalidad                                            | Ganadores                                       | Perdedores                                      | Resultado                                       |
| Individual júnior femenino - Final                   | Daria Snigur                                    | Alexa Noel                                      | 6-4, 6-4                                        |
| Leyendas Mayor masculino - Round Robin               | Jeremy Bates Andrew Castle                      | Mansour Bahrami Chris Wilkinson                 | 6-4, 3-6, [10-4]                                |
| Leyendas masculino - Round Robin                     | Arnaud Clément Michaël Llodra                   | Tommy Haas Mark Philippoussis                   | 6-3, 6-4                                        |
| Leyendas Mayor masculino - Round Robin               | Jonas Björkman Todd Woodbridge                  | Wayne Ferreira Mark Woodforde                   | 6-3, 6-3                                        |
| Partidos en el Estadio 3                             |                                                 |                                                 |                                                 |
| Modalidad                                            | Ganadores                                       | Perdedores                                      | Resultado                                       |
| Silla de ruedas - Individual Quad - Final            | Dylan Alcott                                    | Andrew Lapthorne                                | 6-0, 6-2                                        |
| Silla de ruedas - Individual femenino - Final        | Aniek van Koot                                  | Diede de Groot [1]                              | 6-4, 4-6, 7-5                                   |
| Leyendas masculino - Round Robin                     | Mario Ančić Wayne Black                         | Thomas Enqvist Thomas Johansson                 | 7-6(8-6), 7-5                                   |
| Fondo de color indica un partido de la rama femenina |                                                 |                                                 |                                                 |

### Día 13 (14 de julio)
- Cabezas de serie eliminados:
  - Individual masculino:  Roger Federer [2]
  - Dobles femenino:  Gabriela Dabrowski /  Yifan Xu [4]
- Orden del día

| Partidos en los estadios principales                 | Partidos en los estadios principales            | Partidos en los estadios principales            | Partidos en los estadios principales            |
| Partidos en el Estadio Central All England Club      | Partidos en el Estadio Central All England Club | Partidos en el Estadio Central All England Club | Partidos en el Estadio Central All England Club |
| Modalidad                                            | Ganadores                                       | Perdedores                                      | Resultado                                       |
| ---------------------------------------------------- | ----------------------------------------------- | ----------------------------------------------- | ----------------------------------------------- |
| Individual masculino - Final                         | Novak Djokovic [1]                              | Roger Federer [2]                               | 7-6(7-5), 1-6, 7-6(7-4), 4-6, 13-12(7-3)        |
| Dobles femenino - Final                              | Su-Wei Hsieh [3] Barbora Strýcová [3]           | Gabriela Dabrowski [4] Yifan Xu [4]             | 6-2, 6-4                                        |
| Partidos en el Estadio 1                             |                                                 |                                                 |                                                 |
| Modalidad                                            | Ganadores                                       | Perdedores                                      | Resultado                                       |
| Individual júnior masculino - Final                  | Shintaro Mochizuki [8]                          | Carlos Gimeno Valero                            | 6-3, 6-2                                        |
| Dobles mixto - Final                                 | Ivan Dodig [8] Yung-Jan Chan [8]                | Robert Lindstedt Jeļena Ostapenko               | 6-2, 6-3                                        |
| Leyendas femenino - Final                            | Cara Black Martina Navrátilová                  | Marion Bartoli Daniela Hantuchová               | 6-0, 3-6, [10-8]                                |
| Partidos en el Estadio 3                             |                                                 |                                                 |                                                 |
| Modalidad                                            | Ganadores                                       | Perdedores                                      | Resultado                                       |
| Silla de ruedas - Dobles femenino - Final            | Diede de Groot [1] Aniek van Koot [1]           | Marjolein Buis [2] Giulia Capocci [2]           | 6-1, 6-1                                        |
| Silla de ruedas - Individual masculino - Final       | Gustavo Fernández [2]                           | Shingo Kunieda [1]                              | 4-6, 6-3, 6-2                                   |
| Fondo de color indica un partido de la rama femenina |                                                 |                                                 |                                                 |

## Cabezas de serie
Los cabezas de serie para el Campeonato de Wimbledon 2019 se anuncian el miércoles, 24 de junio de 2019.
Los cabezas de serie se ajustarán en un sistema basado en la superficie para reflejar con más precisión el rendimiento en hierba de acuerdo con la siguiente fórmula, solo aplica a los 32 mejores jugadores de acuerdo con las clasificaciones ATP del 25 de junio de 2018:
- Puntos en la clasificación de la ATP el 24 de junio de 2019.
- Se añaden el 100 % de los puntos ganados en todos los torneos en hierba en los últimos 12 meses (25 de junio de 2018 a 23 de junio de 2019).
- Se añaden el 75 % de los puntos ganados en el mejor torneo de tenis en hierba en los 12 meses antes (26 de junio de 2017 a 24 de junio de 2018).

La columna clasificación y la columna puntos son del 1 de julio de 2019.

### Individual masculino
| N.º | Clasif | Jugador               | Puntos | Puntos por defender | Puntos ganados | Nuevos puntos | Ronda hasta la que avanzó en el torneo              |
| --- | ------ | --------------------- | ------ | ------------------- | -------------- | ------------- | --------------------------------------------------- |
| 1   | 1      | Novak Djokovic        | 12 415 | 2000                | 2000           | 12 415        | Campeón, venció a Roger Federer [2]                 |
| 2   | 3      | Roger Federer         | 6620   | 360                 | 1200           | 7460          | Final, perdió ante Novak Djokovic [1]               |
| 3   | 2      | Rafael Nadal          | 7945   | 720                 | 720            | 7945          | Semifinales, perdió ante Roger Federer [2]          |
| 4   | 8      | Kevin Anderson        | 3610   | 1200                | 90             | 2500          | Tercera ronda, perdió ante Guido Pella [26]         |
| 5   | 4      | Dominic Thiem         | 4685   | 10                  | 10             | 4685          | Primera ronda, perdió ante Sam Querrey              |
| 6   | 5      | Alexander Zverev      | 4405   | 90                  | 10             | 4325          | Primera ronda, perdió ante Jiří Veselý [Q]          |
| 7   | 6      | Stefanos Tsitsipas    | 4215   | 180                 | 10             | 4045          | Primera ronda, perdió ante Thomas Fabbiano          |
| 8   | 7      | Kei Nishikori         | 4040   | 360                 | 360            | 4040          | Cuartos de final, perdió ante Roger Federer [2]     |
| 9   | 12     | John Isner            | 2715   | 720                 | 45             | 2040          | Segunda ronda, perdió ante Mikhael Kukushkin        |
| 10  | 9      | Karen Jachanov        | 2980   | 180                 | 90             | 2890          | Tercera ronda, perdió ante Roberto Bautista [23]    |
| 11  | 13     | Daniil Medvédev       | 2625   | 90                  | 90             | 2625          | Tercera ronda, perdió ante David Goffin [21]        |
| 12  | 10     | Fabio Fognini         | 2785   | 90                  | 90             | 2785          | Tercera ronda, perdió ante Tennys Sandgren          |
| 13  | 18     | Marin Čilić           | 1940   | 45                  | 45             | 1940          | Segunda ronda, perdió ante João Sousa               |
| 14  | 14     | Borna Ćorić           | 2205   | 10                  | 0              | 2195          | Baja por lesión antes de la primera ronda.          |
| 15  | 17     | Milos Raonic          | 1945   | 360                 | 180            | 1765          | Cuarta ronda, perdió ante Guido Pella [26]          |
| 16  | 15     | Gaël Monfils          | 1985   | 180                 | 10             | 1815          | Primera ronda, se retiró ante Ugo Humbert           |
| 17  | 20     | Matteo Berrettini     | 1665   | 45                  | 180            | 1800          | Cuarta ronda, perdió ante Roger Federer [2]         |
| 18  | 16     | Nikoloz Basilashvili  | 1960   | 10                  | 45             | 1995          | Segunda ronda, perdió ante Daniel Evans             |
| 19  | 21     | Félix Auger-Aliassime | 1654   | (29)                | 90             | 1715          | Tercera ronda, perdió ante Ugo Humbert              |
| 20  | 25     | Gilles Simon          | 1445   | 180                 | 45             | 1310          | Segunda ronda, perdió ante Tennys Sandgren          |
| 21  | 23     | David Goffin          | 1510   | 10                  | 360            | 1860          | Cuartos de final, perdió ante Novak Djokovic [1]    |
| 22  | 19     | Stan Wawrinka         | 1715   | 45                  | 45             | 1715          | Segunda ronda, perdió ante Reilly Opelka            |
| 23  | 22     | Roberto Bautista      | 1600   | 0                   | 720            | 2320          | Semifinales, perdió ante Novak Djokovic [1]         |
| 24  | 24     | Diego Schwartzman     | 1485   | 45                  | 90             | 1530          | Tercera ronda, perdió ante Matteo Berrettini [17]   |
| 25  | 29     | Álex de Miñaur        | 1330   | 90                  | 45             | 1285          | Segunda ronda, perdió ante Steve Johnson            |
| 26  | 26     | Guido Pella           | 1430   | 90                  | 360            | 1700          | Cuartos de final, perdió ante Roberto Bautista [23] |
| 27  | 28     | Lucas Pouille         | 1340   | 45                  | 90             | 1385          | Tercera ronda, perdió ante Roger Federer [2]        |
| 28  | 32     | Benoît Paire          | 1278   | 90                  | 180            | 1368          | Cuarta ronda, perdió ante Roberto Bautista [23]     |
| 29  | 27     | Denis Shapovalov      | 1390   | 45                  | 10             | 1355          | Primera ronda, perdió ante Ričardas Berankis        |
| 30  | 30     | Kyle Edmund           | 1325   | 90                  | 45             | 1280          | Segunda ronda, perdió ante Fernando Verdasco        |
| 31  | 35     | Laslo Djere           | 1255   | 10                  | 45             | 1290          | Segunda ronda, perdió ante John Millman             |
| 32  | 36     | Dušan Lajović         | 1251   | 10                  | 10             | 1251          | Primera ronda, perdió ante Hubert Hurkacz           |
| 33  | 33     | Jan-Lennard Struff    | 1265   | 90                  | 90             | 1265          | Tercera ronda, perdió ante Mikhael Kukushkin        |

#### Bajas masculinas notables
| Rank. | Jugador               | Puntos | Puntos por defender | Puntos ganados | Nuevos puntos | Motivo                |
| ----- | --------------------- | ------ | ------------------- | -------------- | ------------- | --------------------- |
| 11    | Juan Martín del Potro | 2740   | 360                 | 0              | 2380          | Lesión en la rodilla. |
| 14    | Borna Ćorić           | 2205   | 10                  | 0              | 2195          | Lesión de espalda.    |

### Individual femenino
| N.º | Clasif | Jugador              | Puntos | Puntos por defender | Puntos ganados | Nuevos puntos | Ronda hasta la que avanzó en el torneo             |
| --- | ------ | -------------------- | ------ | ------------------- | -------------- | ------------- | -------------------------------------------------- |
| 1   | 1      | Ashleigh Barty       | 6495   | 130                 | 240            | 6605          | Cuarta ronda, perdió ante Alison Riske             |
| 2   | 2      | Naomi Osaka          | 6377   | 130                 | 10             | 6257          | Primera ronda, perdió ante Yulia Putintseva        |
| 3   | 3      | Karolína Plíšková    | 6055   | 240                 | 240            | 6055          | Cuarta ronda, perdió ante Karolína Muchová         |
| 4   | 4      | Kiki Bertens         | 5430   | 430                 | 130            | 5130          | Tercera ronda, perdió ante Barbora Strýcová        |
| 5   | 5      | Angelique Kerber     | 4805   | 2000                | 70             | 2875          | Segunda ronda, perdió ante Lauren Davis [LL]       |
| 6   | 6      | Petra Kvitová        | 4555   | 10                  | 240            | 4785          | Cuarta ronda, perdió ante Johanna Konta [19]       |
| 7   | 7      | Simona Halep         | 4063   | 130                 | 2000           | 5933          | Campeona, venció a Serena Williams [11]            |
| 8   | 8      | Elina Svitolina      | 3868   | 10                  | 780            | 4638          | Semifinales, perdió ante Simona Halep [7]          |
| 9   | 9      | Sloane Stephens      | 3682   | 10                  | 130            | 3802          | Tercera ronda, perdió ante Johanna Konta [19]      |
| 10  | 11     | Aryna Sabalenka      | 3365   | 10                  | 10             | 3365          | Primera ronda, perdió ante Magdaléna Rybáriková    |
| 11  | 10     | Serena Williams      | 3411   | 1300                | 1300           | 3411          | Final, perdió ante Simona Halep [7]                |
| 12  | 12     | Anastasija Sevastova | 3296   | 10                  | 70             | 3356          | Segunda ronda, perdió ante Danielle Collins        |
| 13  | 13     | Belinda Bencic       | 3073   | 240                 | 130            | 2963          | Tercera ronda, perdió ante Alison Riske            |
| 14  | 19     | Caroline Wozniacki   | 2418   | 70                  | 130            | 2478          | Tercera ronda, perdió ante Shuai Zhang             |
| 15  | 15     | Qiang Wang           | 2752   | 10                  | 130            | 2872          | Tercera ronda, perdió ante Elise Mertens [21]      |
| 16  | 14     | Markéta Vondroušová  | 2775   | 10+13               | 10+0           | 2762          | Primera ronda, perdió ante Madison Brengle         |
| 17  | 16     | Madison Keys         | 2615   | 130                 | 70             | 2555          | Segunda ronda, perdió ante Polona Hercog           |
| 18  | 17     | Julia Goerges        | 2605   | 780                 | 130            | 1955          | Tercera ronda, perdió ante Serena Williams [11]    |
| 19  | 18     | Johanna Konta        | 2430   | 70                  | 430            | 2790          | Cuartos de final, perdió ante Barbora Strýcová     |
| 20  | 20     | Anett Kontaveit      | 2335   | 130                 | 130            | 2335          | Tercera ronda, perdió ante Karolína Muchová        |
| 21  | 21     | Elise Mertens        | 2195   | 130                 | 240            | 2305          | Cuarta ronda, perdió ante Barbora Strýcová         |
| 22  | 22     | Donna Vekić          | 2180   | 240                 | 10             | 1950          | Primera ronda, perdió ante Alison Riske            |
| 23  | 23     | Caroline Garcia      | 2105   | 10                  | 10             | 2105          | Primera ronda, perdió ante Shuai Zhang             |
| 24  | 24     | Petra Martić         | 2105   | 10                  | 240            | 2335          | Cuarta ronda, perdió ante Elina Svitolina [8]      |
| 25  | 26     | Amanda Anisimova     | 1949   | (1)                 | 70             | 2018          | Segunda ronda, perdió ante Magda Linette           |
| 26  | 27     | Garbiñe Muguruza     | 1925   | 70                  | 10             | 1865          | Primera ronda, perdió ante Beatriz Haddad Maia [Q] |
| 27  | 28     | Sofia Kenin          | 1895   | 70                  | 70             | 1895          | Segunda ronda, perdió ante Dayana Yastremska       |
| 28  | 29     | Su-Wei Hsieh         | 1885   | 240                 | 130            | 1775          | Tercera ronda, perdió ante Karolína Plíšková [3]   |
| 29  | 30     | Daria Kasátkina      | 1745   | 430                 | 10             | 1325          | Primera ronda, perdió ante Ajla Tomljanović        |
| 30  | 31     | Carla Suárez         | 1732   | 130                 | 240            | 1842          | Cuarta ronda, perdió ante Serena Williams [11]     |
| 31  | 32     | Maria Sakkari        | 1670   | 10                  | 130            | 1790          | Tercera ronda, perdió ante Elina Svitolina [8]     |
| 32  | 33     | Lesia Tsurenko       | 1616   | 70                  | 10             | 1556          | Primera ronda, perdió ante Barbora Strýcová        |

#### Bajas femeninas notables
| Rank. | Jugador          | Puntos | Puntos por defender | Puntos ganados | Nuevos puntos | Motivo                       |
| ----- | ---------------- | ------ | ------------------- | -------------- | ------------- | ---------------------------- |
| 25    | Bianca Andreescu | 1996   | 30                  | 0              | 1966          | Lesión en el hombro derecho. |

## Cabezas de serie dobles
| Jugadores            | Jugadores              | Clasif | N.º |
| -------------------- | ---------------------- | ------ | --- |
| Łukasz Kubot         | Marcelo Melo           | 6      | 1   |
| Juan Sebastián Cabal | Robert Farah           | 10     | 2   |
| Raven Klaasen        | Michael Venus          | 19     | 3   |
| Mate Pavić           | Bruno Soares           | 23     | 4   |
| Jean-Julien Rojer    | Horia Tecău            | 31     | 5   |
| Nikola Mektić        | Franko Škugor          | 31     | 6   |
| Bob Bryan            | Mike Bryan             | 33     | 7   |
| Henri Kontinen       | John Peers             | 37     | 8   |
| Máximo González      | Horacio Zeballos       | 39     | 9   |
| Jamie Murray         | Neal Skupski           | 39     | 10  |
| Nicolas Mahut        | Édouard Roger-Vasselin | 43     | 11  |
| Rajeev Ram           | Joe Salisbury          | 44     | 12  |
| Kevin Krawietz       | Andreas Mies           | 47     | 13  |
| Oliver Marach        | Jürgen Melzer          | 66     | 14  |
| Dominic Inglot       | Austin Krajicek        | 73     | 15  |
| Robin Haase          | Frederik Nielsen       | 74     | 16  |

| Jugadoras            | Jugadoras           | Clasif | N.º |
| -------------------- | ------------------- | ------ | --- |
| Tímea Babos          | Kristina Mladenovic | 3      | 1   |
| Barbora Krejčíková   | Kateřina Siniaková  | 10     | 2   |
| Su-Wei Hsieh         | Barbora Strýcová    | 19     | 3   |
| Gabriela Dabrowski   | Yifan Xu            | 20     | 4   |
| Samantha Stosur      | Shuai Zhang         | 21     | 5   |
| Elise Mertens        | Aryna Sabalenka     | 24     | 6   |
| Nicole Melichar      | Květa Peschke       | 27     | 7   |
| Anna-Lena Grönefeld  | Demi Schuurs        | 30     | 8   |
| Hao-Ching Chan       | Yung-Jan Chan       | 36     | 9   |
| Victoria Azarenka    | Ashleigh Barty      | 40     | 10  |
| Lucie Hradecká       | Andreja Klepač      | 44     | 11  |
| Kirsten Flipkens     | Johanna Larsson     | 54     | 12  |
| Yingying Duan        | Saisai Zheng        | 63     | 13  |
| Veronika Kudermétova | Jeļena Ostapenko    | 66     | 14  |
| Irina-Camelia Begu   | Monica Niculescu    | 78     | 15  |
| Raquel Atawo         | Lyudmyla Kichenok   | 79     | 16  |

### Dobles mixto
| Jugadores              | Jugadores          | Clasif | N.º |
| ---------------------- | ------------------ | ------ | --- |
| Bruno Soares           | Nicole Melichar    | 22     | 1   |
| Jean-Julien Rojer      | Demi Schuurs       | 22     | 2   |
| Mate Pavić             | Gabriela Dabrowski | 29     | 3   |
| John Peers             | Shuai Zhang        | 31     | 4   |
| Wesley Koolhof         | Květa Peschke      | 38     | 5   |
| Nikola Mektić          | Alicja Rosolska    | 38     | 6   |
| Máximo González        | Yifan Xu           | 39     | 7   |
| Ivan Dodig             | Yung-Jan Chan      | 49     | 8   |
| Neal Skupski           | Hao-Ching Chan     | 51     | 9   |
| Michael Venus          | Katarina Srebotnik | 55     | 10  |
| Édouard Roger-Vasselin | Andreja Klepač     | 55     | 11  |
| Franko Škugor          | Ioana Raluca Olaru | 59     | 12  |
| Rohan Bopanna          | Aryna Sabalenka    | 67     | 13  |
| Fabrice Martin         | Raquel Atawo       | 68     | 14  |
| Roman Jebavý           | Lucie Hradecká     | 72     | 15  |
| Divij Sharan           | Yingying Duan      | 72     | 16  |

## Invitados
| - Marcos Baghdatis - Jay Clarke - Paul Jubb - Dominik Köpfer - Feliciano López - James Ward | - Harriet Dart - Monica Niculescu - Katie Swan - Iga Świątek |

| - Liam Broady / Scott Clayton - Jay Clarke / James Ward - Jack Draper / Paul Jubb - Daniel Evans / Lloyd Glasspool - Lleyton Hewitt / Jordan Thompson - Evan Hoyt / Luke Johnson | - Naiktha Bains / Naomi Broady - Freya Christie / Katie Swan - Harriet Dart / Katy Dunne - Sarah Beth Grey / Eden Silva |

| - Jay Clarke / Cori Gauff - Scott Clayton / Sarah Beth Grey - Evan Hoyt / Eden Silva - Jonny O'Mara / Naomi Broady - Joe Salisbury / Katy Dunne |

## Clasificación
| 1. Corentin Moutet 2. Yasutaka Uchiyama 3. Andrea Arnaboldi 4. Alexei Popyrin 5. Soon-Woo Kwon 6. Thiago Monteiro 7. Jiří Veselý 8. Salvatore Caruso 9. Marcel Granollers 10. Marcos Giron 11. Kamil Majchrzak 12. Grégoire Barrère 13. Noah Rubin 14. Dennis Novak 15. Yuichi Sugita 16. Ruben Bemelmans | 1. Cori Gauff 2. Tereza Martincová 3. Kristie Ahn 4. Arina Rodiónova 5. Anna Kalinskaya 6. Kaja Juvan 7. Caty McNally 8. Varvara Flink 9. Paula Badosa 10. Giulia Gatto-Monticone 11. Elena-Gabriela Ruse 12. Ysaline Bonaventure 13. Ana Bogdan 14. Beatriz Haddad Maia 15. Lesley Kerkhove 16. Yanina Wickmayer |

## Campeones defensores
| Evento                      | Campeones de 2018                     | Campeones de 2019                 |
| --------------------------- | ------------------------------------- | --------------------------------- |
| Individual masculino        | Novak Djokovic                        | Novak Djokovic                    |
| Individual femenino         | Angelique Kerber                      | Simona Halep                      |
| Dobles masculino            | Mike Bryan Jack Sock                  | Juan Sebastián Cabal Robert Farah |
| Dobles femenino             | Barbora Krejčíková Kateřina Siniaková | Su-Wei Hsieh Barbora Strýcová     |
| Dobles mixto                | Alexander Peya Nicole Melichar        | Ivan Dodig Yung-Jan Chan          |
| Individual júnior masculino | Chun-Hsin Tseng                       | Shintaro Mochizuki                |
| Individual júnior femenino  | Iga Świątek                           | Daria Snigur                      |
| Dobles júnior masculino     | Yankı Erel Otto Virtanen              | Jonáš Forejtek Jiří Lehečka       |
| Dobles júnior femenino      | Xinyu Wang Xiyu Wang                  | Savannah Broadus Abigail Forbes   |

## Campeones

### Sénior

#### Individual masculino
Novak Djokovic venció a  Roger Federer por 7-6(7-5), 1-6, 7-6(7-4), 4-6, 13-12(7-3)

#### Individual femenino
Simona Halep venció a  Serena Williams por 6-2, 6-2

#### Dobles masculino
Juan Sebastián Cabal /  Robert Farah vencieron a  Nicolas Mahut /  Édouard Roger-Vasselin por 6-7(5-7), 7-6(7-5), 7-6(8-6), 6-7(5-7), 6-3

#### Dobles femenino
Su-Wei Hsieh /  Barbora Strýcová vencieron a  Gabriela Dabrowski /  Yifan Xu por 6-2, 6-4

#### Dobles mixtos
Ivan Dodig /  Yung-Jan Chan vencieron a  Robert Lindstedt /  Jeļena Ostapenko por 6-2, 6-3

### Júnior

#### Individual masculino
Shintaro Mochizuki venció a  Carlos Gimeno Valero por 6-3, 6-2

#### Individual femenino
Daria Snigur venció a  Alexa Noel por 6-4, 6-4

#### Dobles masculino
Jonáš Forejtek /  Jiří Lehečka vencieron a  Liam Draxl /  Govind Nanda por 7-5, 6-4

#### Dobles femenino
Savannah Broadus /  Abigail Forbes vencieron a  Kamilla Bartone /  Oksana Selekhmeteva por 7-5, 5-7, 6-2

### Leyendas

#### Leyendas masculino
Arnaud Clément /  Michaël Llodra vencieron a  Xavier Malisse /  Max Mirnyi por 6-3, 1-6, [10-7]

#### Leyendas femenino
Cara Black /  Martina Navrátilová vencieron a  Marion Bartoli /  Daniela Hantuchová por 6-0, 3-6, [10-8]

#### Leyendas Mayor masculino
Jonas Björkman /  Todd Woodbridge vencieron a  Jacco Eltingh /  Paul Haarhuis por 4-6, 6-3, [10-6]

### Silla de ruedas

#### Individual masculino
Gustavo Fernández venció a  Shingo Kunieda por 4-6, 6-3, 6-2

#### Individual femenino
Aniek van Koot venció a  Diede de Groot por 6-4, 4-6, 7-5

#### Individual Quad
Dylan Alcott venció a  Andrew Lapthorne por 6-0, 6-2

#### Dobles masculino
Joachim Gérard /  Stefan Olsson vencieron a  Alfie Hewett /  Gordon Reid por 6-4, 6-2

#### Dobles femenino
Diede de Groot /  Aniek van Koot vencieron a  Marjolein Buis /  Giulia Capocci por 6-1, 6-1

#### Dobles Quad
Dylan Alcott /  Andrew Lapthorne vencieron a  Koji Sugeno /  David Wagner por 6-2, 7-6(7-4)